# Aztec (entreprise)
Pour les articles homonymes, voir Aztec.
 (octobre 2017).
Aztec est une société française qui conçoit, fabrique, vend et loue des dameuses pour les pistes de ski. L’entreprise a son siège social à Chamonix en Haute-Savoie et sa production sur le site de Crolles en Isère. Elle est partenaire du fabricant japonais de dameuses Ohara qui lui concède une licence de fabrication et lui fournit certains composants. En contrepartie, Ohara importe et distribue au Japon la dameuse à treuil GRAPHIT  qui complète sa propre gamme,.

## Histoire
L’entreprise est créée en juillet 2009 par Xavier Jean et Frédéric Cuillère, et commence son activité avec un accord de production sous licence du constructeur japonais Ohara qui autorise Aztec à produire et vendre en Europe. La société signe sa première vente avec le groupe SOFIVAL, qui exploite les sites d'Avoriaz, la Rosière, Valmorel. Un partenariat stratégique est conclu avec Caterpillar qui fournit les moteurs, un local industriel et une aide logistique et technique, notamment dans le domaine de l’assemblage.
En 2010, Aztec réalise une première levée de fonds avec Rhône Alpes Création, Expansinvest, Haute Savoie Demain et Siparex. Les entrepreneurs à l'origine de la création d'Aztec confortent leur participation au capital avec le prêt d'honneur d'Initiative Grand Annecy, association membre du réseau Initiative France.
En 2011, Aztec présente la Graphit, sa dameuse à treuil, dotée de la technologie TSC "Trancannage Sans Contact", et qui fait l'objet de plusieurs brevets. Au cours de la saison 2011-2012, Aztec réalise ses premières ventes au Japon et en Russie.
En 2012, Aztec ouvre son capital à hauteur de 4 millions d'euros pour financer des investissements d'industrialisation. Aux côtés de Inocap et de Amundi Private Equity Funds, c'est Marc Simoncini, le créateur de Meetic, qui entre dans le capital d’Aztec via son fonds d’investissement Jaina Capital à hauteur de 1,5 million d’euros. Aztec est le premier investissement industriel de Marc Simoncini,.
Fort de ses succès, Aztec emménage début 2013 dans un nouveau site de production à Crolles pour préparer son expansion (objectif de fabriquer 50 à 60 dameuses à l’horizon 2016 – 2017)  et s'équipe d'un banc de test et paramétrage.
Aztec poursuit son chemin : le cabinet Ernst&Young place Aztec dans les Top10 des levées de fonds, le réseau Initiative France distingue Aztec au titre des "entreprises remarquables". Un partenariat industriel est conclu avec la Compagnie du Mont Blanc et la Compagnie des Alpes .
Au début de 2013, AZTEC remporte son premier appel d'offres public avec la station des Monts d'Ormes, dans les Pyrénées, qui choisit 2 Graphit, devenant ainsi le premier client pyrénéen et également le premier parc 100 % Aztec. Le concurrent italien ne l'entend pas de cette oreille et attaque le client au Tribunal Administratif : il sera finalement débouté, mais la procédure aura retardé la livraison des 2 machines, et leur règlement : l'entreprise a besoin d'argent pour passer ce cap et se tourne vers ses actionnaires. Face à des fonds institutionnels aux process de décision plus longs, Marc Simoncini propose une augmentation de capital massive qui dilue les actionnaires historiques. En l'absence d'autre alternative permettant de sauver l'entreprise, Marc Simoncini devient mi-2013 l'actionnaire majoritaire de ce qui devient sa plus importante participation. Il est finalement accompagné dans cette opération par Inocap et Amundi Private Equity Funds. Les actionnaires historiques, pourtant très présents dans la montagne, sont sévèrement dilués, puis évincés de l'organe de surveillance.
Aztec vend 12 dameuses pour la saison d'hiver 2013-2014, intensifiant par là-même sa relation avec la Compagnie du Mont Blanc et la CDA. Le taux de disponibilité atteint 97,5 %, égalant le niveau des deux acteurs historiques, confirmant ainsi la maturité technique et la fiabilité atteintes par Aztec.
En janvier 2014, l'actionnaire majoritaire décide de renforcer l'équipe et de nommer Eric Lambert à la présidence de la société. Polytechnicien, Eric Lambert a fait une carrière dans de grands groupes industriels. Les cofondateurs restent opérationnels dans l'entreprise dans leurs domaines d'excellence : la direction du développement pour Xavier Jean, la direction industrielle pour Frédéric Cuilliere. Dans les semaines suivant son arrivée, Eric Lambert écarte Xavier Jean : privée de son lien historique avec le marché et absente du terrain commercial, Aztec perd la confiance des clients.
Le compteur des ventes 2014-2015 reste bloqué aux 2 ventes signées en 2013, alors que les approvisionnements ont été passés pour 15 machines. Le niveau de dépenses ayant par ailleurs massivement augmenté, les souscriptions signées en 2013 ne suffisent pas : la situation devient financièrement difficile. Marc Simoncini décide de tourner la page.
Alors qu'Eric Lambert se félicite par voie de presse de la fiabilité des dameuses Aztec et de la confiance accordée par la Compagnie des Alpes, il place la société en procédure de sauvegarde en novembre 2014. Aztec est placée en redressement judiciaire en mai 2015. "C’est un bon projet. On avait beaucoup de cartes en main", déclare Eric Lambert. La direction donne la priorité aux projets de reprise de Lohr et de Mecalac ; d'autres repreneurs potentiels jettent l'éponge, faute de pouvoir accéder à un dossier complet. Les offres de 3D Structures ne sont pas non plus retenues par la direction. Finalement, ni Lohr ni Mecalac ne soumettent d'offre, précipitant de facto Aztec en liquidation en juillet 2015.
Le 29 février 2016, les actifs de la Société Aztec sont vendus aux enchères et c'est Romain Dupon, qui avait déjà fait des offres de reprises en 2014 qui, issu du monde des patinoires et d'une famille de fabricants de surfaceuses à glace, reprend la production des dameuses françaises, soutenu par les exploitants des stations.

## Produits
Modèles actuels[Quand ?], :
- DOLOMIT EVOLUTION : Modèle classique d’une puissance de 510cv ;
- GRAPHIT EVOLUTION : Modèle treuil d’une puissance de 510cv. Le treuil de la Graphit est équipé d’un câble synthétique.

Prototypes :
- GALAXIT [26],[27] : prototype de dameuse silencieuse et propre, alimenté par une pile à combustible de 300 kW. Le développement est réalisé en partenariat avec le CEA (Commissariat à l'énergie atomique et aux énergies alternatives) et l’entreprise savoyarde SymbioFCell.

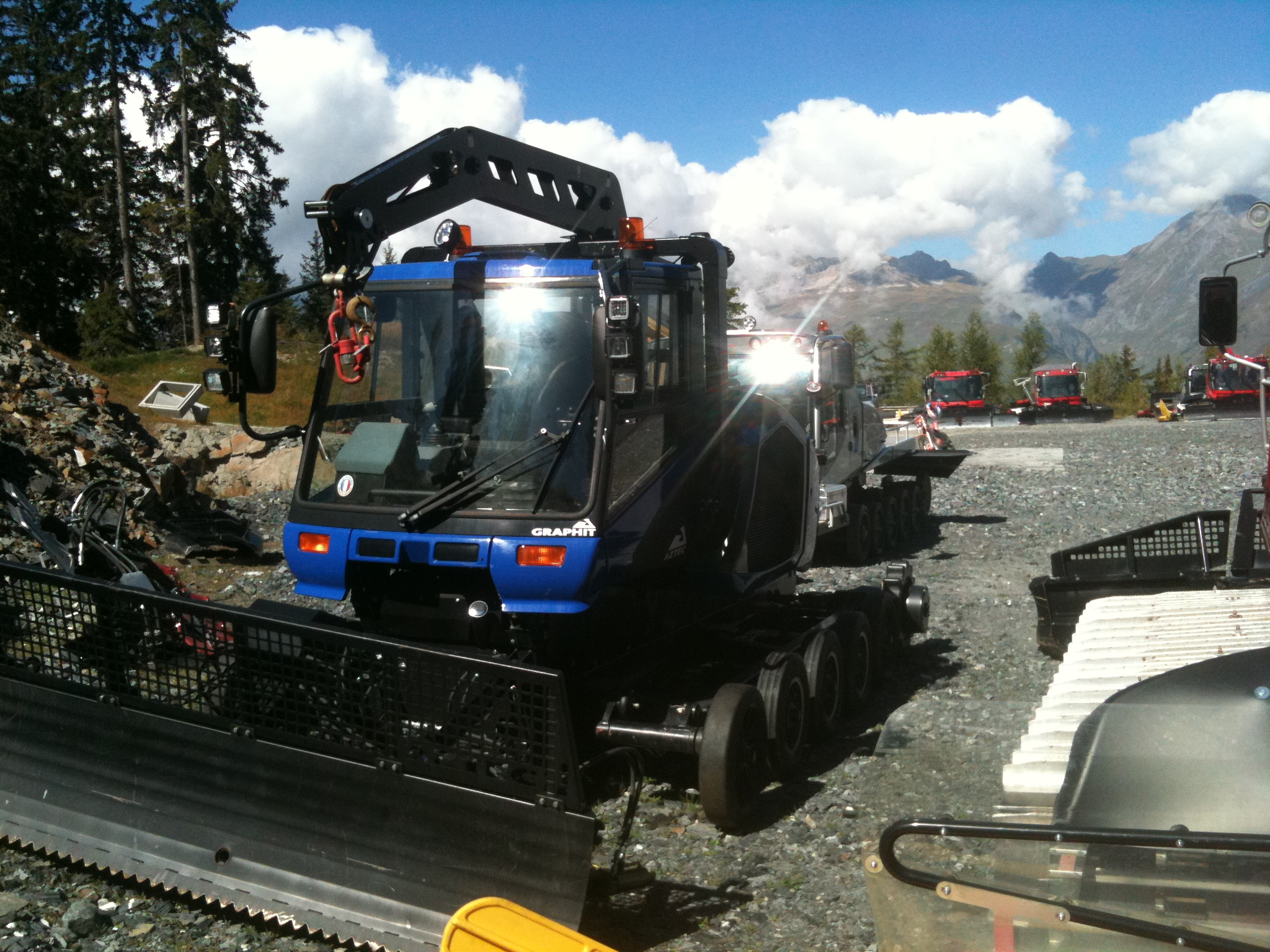
AZTEC Graphit
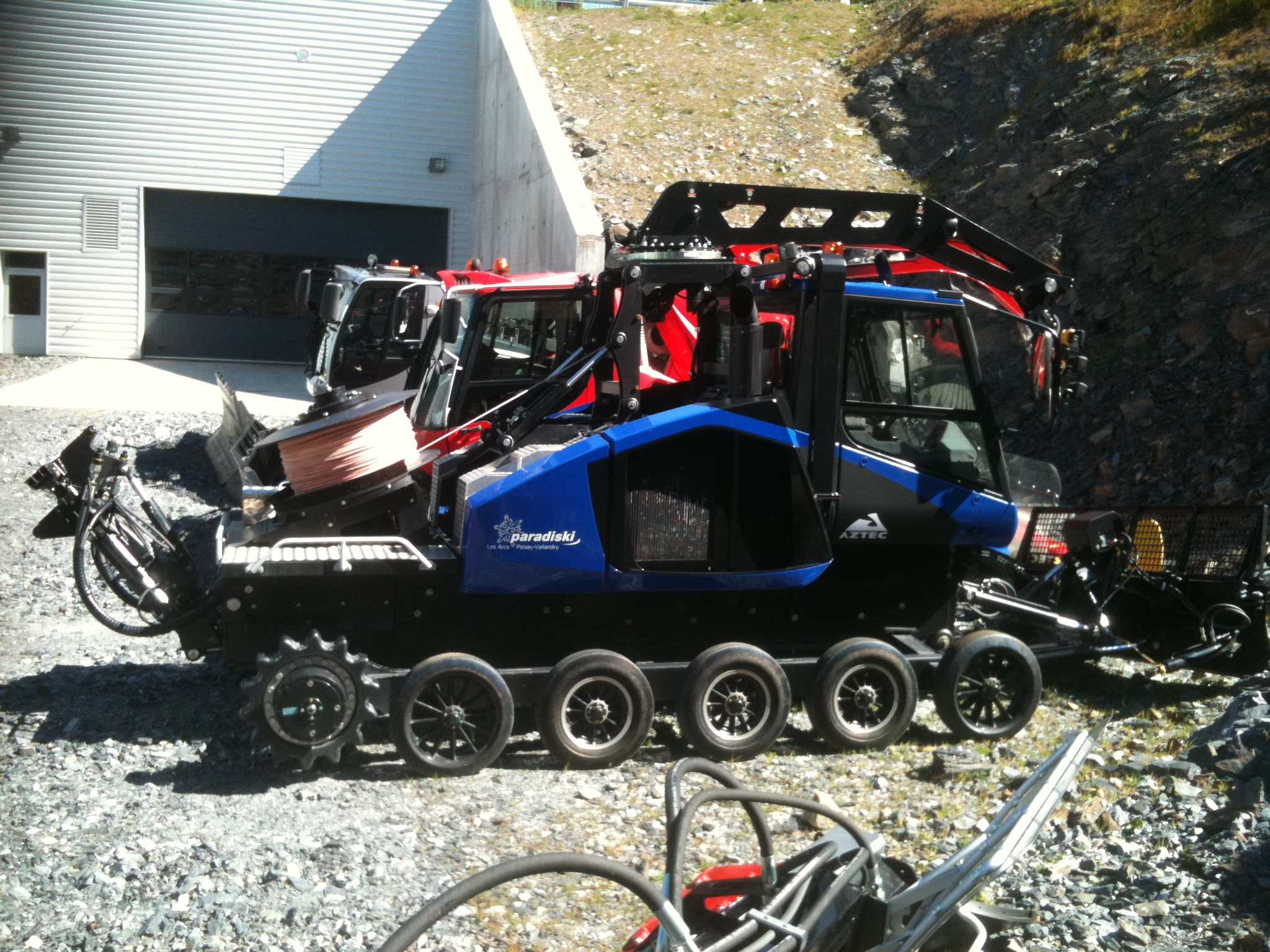
AZTEC Graphit

## Marché
En 2013 la France représentait 13 % du marché mondial des dameuses. Aztec, avec 12 machines vendues cette année-là, a pris 1,2 % du marché mondial et 9 % du marché français, résultats en ligne par rapport aux objectifs. L’objectif de production pour 2014 était de 15 machines.